# Taeniacanthus pectinatus
Taeniacanthus pectinatus is een eenoogkreeftjessoort uit de familie van de Taeniacanthidae. De wetenschappelijke naam van de soort is voor het eerst geldig gepubliceerd in 1959 door Yamaguti & Yamasu.